# Stephen Laurie
| Odkryte planetoidy: 50  | Odkryte planetoidy: 50 |
| ----------------------- | ---------------------- |
| (7603) Salopia          | 25 lipca 1995          |
| (9421) Violilla         | 24 grudnia 1995        |
| (9428) Angelalouise     | 26 lutego 1996         |
| (10212) 1997 RA7        | 3 września 1997        |
| (10216) Popastro        | 22 września 1997       |
| (10383) 1996 SR7        | 16 września 1996       |
| (11601) 1995 SE4        | 28 września 1995       |
| (11626) Church Stretton | 8 listopada 1996       |
| (12785) 1995 ST         | 19 września 1995       |
| (12786) 1995 SU         | 19 września 1995       |
| (13152) 1995 QK         | 19 sierpnia 1995       |
| (13687) 1997 RB7        | 7 września 1997        |
| (16753) 1996 QS1        | 21 sierpnia 1996       |
| (16771) 1996 UQ3        | 19 października 1996   |
| (17660) 1996 VP6        | 7 listopada 1996       |
| (20199) 1997 DR         | 28 lutego 1997         |
| (21281) 1996 TX14       | 13 października 1996   |
| (22431) 1996 DY2        | 28 lutego 1996         |
| (24828) 1995 SE1        | 20 września 1995       |
| (26972) 1997 SM3        | 21 września 1997       |
| (26981) 1997 UJ15       | 25 października 1997   |
| (27902) 1996 RA5        | 13 września 1996       |
| (27908) 1996 TX9        | 4 października 1996    |
| (28015) 1997 YG9        | 26 grudnia 1997        |
| (31144) 1997 TM26       | 7 października 1997    |
| (32930) 1995 SC4        | 24 września 1995       |
| (37733) 1996 UD1        | 16 października 1996   |
| (39663) 1995 WM1        | 16 listopada 1995      |
| (39676) 1996 DQ1        | 20 lutego 1996         |
| (39749) 1997 BW6        | 28 stycznia 1997       |
| (46690) 1997 AN23       | 14 stycznia 1997       |
| (48625) 1995 QF         | 16 sierpnia 1995       |
| (48632) 1995 SV29       | 29 września 1995       |
| (55825) 1995 SD4        | 27 września 1995       |
| (55839) 1996 LH1        | 13 czerwca 1996        |
| (55846) 1996 RJ5        | 15 września 1996       |
| (58367) 1995 QL         | 19 sierpnia 1995       |
| (58403) 1995 WL1        | 16 listopada 1995      |
| (58425) 1996 DR1        | 20 lutego 1996         |
| (73818) 1995 WP1        | 17 listopada 1995      |
| (73951) 1997 UK8        | 21 października 1997   |
| (85369) 1996 DX2        | 26 lutego 1996         |
| (90863) 1996 QR1        | 17 sierpnia 1996       |
| (100323) 1995 OY1       | 22 lipca 1995          |
| (100447) 1996 RB5       | 14 września 1996       |
| (100458) 1996 TP3       | 4 października 1996    |
| (129503) 1995 OZ1       | 24 lipca 1995          |
| (129542) 1996 RK5       | 15 września 1996       |
| (157813) 1995 WN1       | 16 listopada 1995      |
| (160526) 1996 RZ4       | 13 września 1996       |

Stephen P. Laurie – brytyjski astronom amator z Church Stretton, z zawodu aktuariusz. W latach 1995–1997 odkrył 50 planetoid. Odkrył także supernową SN 1997bq w galaktyce NGC 3147.